# Palacio de Odense

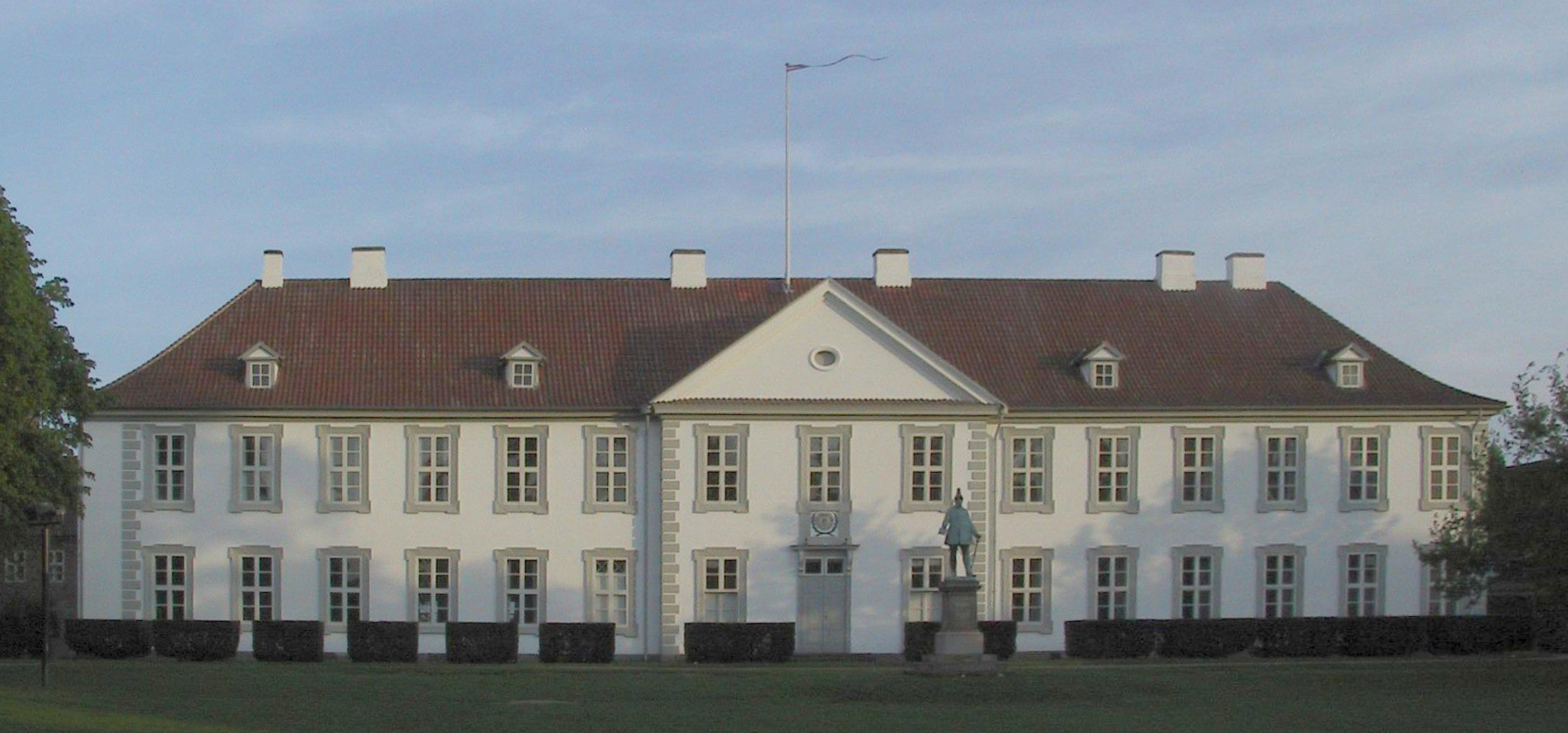
Palacio de Odense

El Palacio de Odense (en danés: Odense Slot) se encuentra en la ciudad de Odense, en la isla danesa de Fionia, tiene su origen en un monasterio del siglo XV que pasó a la Corona después de la Reforma, y desde entonces ha servido como edificio administrativo, a su vez como residencia señorial, administrador amt, la residencia de un gobernador y un edificio del gobierno municipal. El principal edificio barroco blanco con 13 bahías fue diseñado por JC Krieger y terminado en 1723.

## Monasterio
Los Caballeros de San Juan se mencionan por primera vez en Odense en 1280. Parece que adquirieron un monasterio alrededor de 1400; durante el siglo siguiente se convirtió en su segunda casa más grande e importante en Dinamarca, después de la casa madre en Antvorskov. El ala sur y la parte más antigua del ala este datan de la primera mitad del siglo XV; hay ventanas tapiadas y arcos. La iglesia del monasterio, St. John's, tiene muchas lápidas y escudos de armas de familias influyentes de la época; la iglesia era frecuentada por la nobleza y muchos aristócratas ancianos pasaron sus últimos años en el monasterio. En el cementerio hay ruinas del hospicio, que fue una de las instituciones de servicio social más importantes de la Odense medieval.

## Palacio

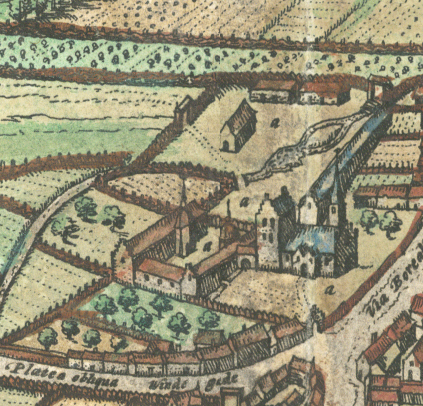
La representación más antigua del Palacio de Odense, del mapa de Braunius de 1593. Las torres contienen las escaleras.

En 1536, después de la Reforma, el monasterio pasó a ser propiedad del rey y recibió el nombre de Odensegård. La propiedad del monasterio se fusionó con la del castillo de Næsbyhoved, bajo el nombre de Odensegård Seigneury. El primer titular de la finca fue Claus Daa. A los monjes restantes se les permitió quedarse, pero tuvieron que compartir las instalaciones con él. Los señores vivían en sus propias propiedades durante el verano y pasaban el invierno en Odensegård. En la década de 1570, Federico II hizo reconstruir el monasterio para albergar mejor a la familia real cuando se quedara allí. Esta reconstrucción se completó en 1575, ubicándose los dormitorios reales y salas de recepción en el ala oeste, la residencia señorial en el ala este y la cocina en el sur. Se agregó una planta adicional a todas las alas, llevándolas a su altura actual. El edificio permaneció casi sin cambios hasta 1720.
Durante las guerras entre Dano-Suecas a mediados del siglo XVII, Odense fue ocupada por los suecos, algunas de cuyas tropas se alojaron en el palacio. Todos los muebles fueron destruidos, utilizados como leña para las chimeneas, y el edificio era un caparazón cuando los suecos se retiraron.
Con la introducción de la monarquía absoluta en 1660, Dinamarca reemplazó el feudalismo con el gobierno de amt, y el palacio se convirtió en la residencia del administrador del Amt de Fionia.
Cuando llegaba el rey con sus asistentes y la corte (más de 100 personas), el administrador del amt se encargaba de acomodarlos. Federico IV hizo muchos circuitos por su reino y no estaba satisfecho con Odensegård. Por lo tanto, encargó a Johan Cornelius Krieger que reconstruyera el palacio. Entre 1721 y 1723, se erigió un edificio principal completamente nuevo en el lado norte, que contenía un gran salón que se usaba para banquetes, el Rosensal, y también nuevas cámaras privadas para el rey y la reina y muchas habitaciones para invitados. El rey estaba complacido, especialmente con los nuevos jardines, y los visitó varias veces; el 12 de octubre de 1730 murió allí. Después de su muerte, los reyes se quedaron en el palacio solo de paso, pero los gobernantes extranjeros también utilizaron el gran complejo en su camino hacia y desde Copenhague.
Durante las guerras napoleónicas, el palacio fue utilizado como centro de mando por una sucesión de generales, incluido el mariscal francés Jean-Baptiste Bernadotte, quien más tarde se convirtió en el rey Carlos XIV Juan de Suecia.

## Residencia del gobernador
Después de que Dinamarca perdiera Noruega en 1814, el príncipe heredero, más tarde Christian VIII, que había sido elegido rey allí, fue nombrado gobernador de Fionia y Langeland. Su esposa, Caroline Amalie, era muy popular en Odense, donde participó activamente en la mejora de la vida de las personas. De 1816 a 1847, el Palacio de Odense fue la sede del gobierno en Fionia de los sucesivos príncipes herederos y Odense se convirtió en una pequeña Copenhague.
La madre de Hans Christian Andersen trabajaba en el palacio y el niño fue invitado allí, donde según cuenta él mismo en su autobiografía, representó algunas escenas de Ludvig Holberg e improvisó una canción. De niño, Andersen también jugó con el joven príncipe Frits, más tarde Federico VII, quien a su vez fue gobernador de Fionia desde 1839 hasta 1848.
Pasó mucho tiempo en Odense, feliz de estar lejos de Copenhague. Vivió en el palacio con su segunda esposa, Mariane de Mecklenburg-Strelitz y lo restauró a fondo. Sin embargo, el matrimonio se rompió y se creó una habitación en la planta baja para su amante, Louise Rasmussen, más tarde su esposa morganática como la condesa Danner; una escalera secreta conducía desde allí a las cámaras del rey.
El 20 de enero de 1848, Federico se convirtió en rey; cuando poco después dejó Odense para vivir en Copenhague, se terminó la gobernación.

## Museo y edificio administrativo
Muchas de las grandes salas del palacio ya no se utilizaban, por lo que en 1860 se decidió utilizar parte del sótano como museo. Las exhibiciones tuvieron que ser quitadas rápidamente en la Segunda Guerra de Schleswig, cuando el piso más bajo del palacio se usó como enfermería, pero fueron en 1865 y luego lo aumentaron constantemente. En 1885, la colección se trasladó a un nuevo edificio, ahora el Museo de Arte de Fionia. En los años siguientes, varias oficinas gubernamentales se trasladaron al palacio. También hubo varios pisos residenciales y una fuerte influencia militar después de que se estableciera allí la Biblioteca de Oficiales de División de Funen en 1914.
El estado vendió el palacio al Municipio de Odense en 1907, después de lo cual también se abrió al público el jardín real (King's Garden). En los años siguientes se instalaron varios servicios oficiales, como el parque de bomberos y el ayuntamiento de amt. La terminación del sistema amt en 2007 puso fin a casi 500 años de administración estatal en Odense. El palacio ahora es utilizado por la administración urbana y cultural del municipio y ha sido renovado recientemente.